# 薩魯汗侯國
薩魯汗侯國（土耳其語：Saruhanoğulları Beyliği），亦稱為薩魯汗王朝，其首都設在馬尼薩，是當時立國於小亞細亞諸多安纳托利亚侯国中的其中一國。
在原先統治小亞細亞的魯姆蘇丹國（塞尔柱帝国的分支政權）衰弱以後，許多原先隸屬魯姆蘇丹國的烏古斯突厥人部落紛紛脫離塞爾柱人的控制，宣布建立自己的國家，其中由薩魯汗貝伊所創立的薩魯汗侯國便屬於這些新興小國的其中一員。
薩魯汗侯國國祚從1313年薩魯汗贝伊宣布建國起直至1390年時被巴耶济德一世所征服，雖然當帖木兒於安卡拉之战中擊敗巴耶濟德一世後，薩魯汗侯國曾短暫的復興，但最終仍在1412年該國的末代統治者赫茲爾沙被穆罕默德一世殺害後，薩魯汗侯國正式宣告滅亡，成為奥斯曼帝国領土的一部份。

## 歷史
薩魯汗侯國的創始者薩魯汗貝伊早年原為格爾米揚侯國的一名埃米爾，在他率軍展開四處征戰的軍旅生涯後，於14世紀初的某個時期，薩魯汗贝伊在佔領蓋迪茲河流域周遭的土地之後，便宣布以馬尼薩為首都，自行開創了薩魯汗侯國。侯國主要的城鎮有：梅內門、格爾代斯、代米爾吉、凱末爾帕夏與圖爾古特盧。
在薩魯汗貝伊漫長的統治期間，薩魯汗侯國擁有傲視爱琴海地區強大的海上力量，當時該國的海軍經常與热那亚共和国以及納克索斯公國的艦隊交戰。
在奥斯曼帝国併吞薩魯汗侯國的領地後，其原先的疆域被劃歸為鄂圖曼帝國轄下的一區（桑贾克），並繼續採用「薩魯汗」的名字做為區名，薩魯汗省區持續存在直到土耳其共和國建立後的早期行政區劃。

## 建築

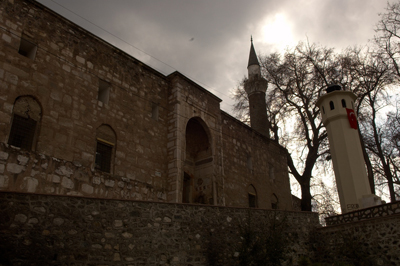
1374年由伊沙克貝伊所建立的馬尼薩大清真寺

薩魯汗侯國最著名的建築遺產當屬興建於馬尼薩的大清真寺，這座清真寺是由侯國的統治者伊沙克貝伊於1374年時所下令修築的，寺內用於禱告的大廳上方蓋有直徑長達14米的巨大穹頂。在馬尼薩大清真寺完工六十多年後，鄂圖曼帝國的蘇丹穆拉德二世似乎以這座建築為靈感，將它作為興建育屈謝雷菲里清真寺時的參考範本。

## 統治者列表
1. 薩魯汗貝伊（1313年－1346年）
2. 法魯丁·伊利亞斯貝伊（1346年－1362年）
3. 穆札菲魯丁·伊沙克貝伊（1362年－1388年）
4. 赫茲爾沙（1362年－1390年）

- 鄂圖曼帝國統治時期（1390年－1402年）

1. 奧爾汗貝伊（1402年－1404年）
2. 赫茲爾沙（1404年－1410年）
3. 奧爾汗貝伊（1410年－1412年）